# Regiunea Chūgoku
Regiunea Chūgoku (中国地方 Chūgoku-chihō?) sau Regiunea San'in-San'yō (山陰山陽地方 San'in san'yō-chihō?) este regiunea cea mai din vest de pe Insula Honshū, Japonia. 
Se compune din prefecturile Hiroshima, Yamaguchi, Shimane, Tottori și Okayama.